# Elisabeth Hesemans
Elisabeth Hesemans (Santpoort-Noord, 1966) is een Nederlandse regisseur. Ze werd onder meer bekend door haar kinderserie KABAM! waarvoor ze een Cinekid Gouden Leeuw en een Emmy won.

## Werk
Hesemans is de bedenker en regisseur van de kinderserie KABAM! over kinderangsten. Hiervoor won ze in oktober 2021 een Cinekid Gouden Leeuw voor beste Nederlandse fictie serie en in 2022 een Emmy in de categorie "Kids: Live-Action".
Als actrice was Hesemans onder meer als 'mevrouw Bennemin' te zien de film Publieke Werken en in de dramafilm 'Joy' als 'Sanne'. 

## Trivia
- Hesemans is de moeder van actrice Susan Radder.